# Paroisse Christ-Roi Mangobo
 (février 2025).
Motif : Où sont les sources secondaires démontrant l'admissibilité selon les WP:CAA?
- Archive Wikiwix
- Bing
- Cairn
- DuckDuckGo
- E. Universalis
- Gallica
- Google
- G. Books
- G. News
- G. Scholar
- Persée
- Qwant
- (zh) Baidu
- (ru) Yandex
- (wd) trouver des œuvres sur Wikidata

| 1. | Préciser le motif de la pose du bandeau. | Précisez le motif de la pose du bandeau en utilisant la syntaxe suivante : {{admissibilité à vérifier\|date=mars 2025\|motif=remplacez ce texte par le motif}}                                   |
| 2. | Informer les utilisateurs concernés.     | Pensez à avertir le créateur de l'article, par exemple, en insérant le code ci-dessous sur sa page de discussion : {{subst:avertissement admissibilité à vérifier\|Paroisse Christ-Roi Mangobo}} |

La Paroisse Christ-Roi/Mangobo, située dans la commune de Mangobo à Kisangani, en  République démocratique du Congo, est un pilier de la communauté catholique locale[réf. nécessaire].

## Historique
La paroisse Christ-Roi de Mangobo joue un rôle central dans la vie spirituelle et communautaire de la région. Au fil des ans, elle a été le théâtre d’événements marquants, notamment lors des combats à Kisangani, où le père Zabalo, alors curé de la paroisse, a témoigné des affrontements survenus à Mangobo.

### Année 2000
En 2002, le père François-Xavier Zabalo, alors curé de la paroisse, a été témoin des combats survenus à Mangobo, soulignant les défis auxquels la communauté a dû faire face.
En 2021, le Centre Maisha a initié un programme visant à encourager la lecture parmi les jeunes de la paroisse. Des livres ont été distribués aux membres du groupe “Wanarah” pour leur développement intellectuel, une initiative qui s’inscrit dans le cadre de l’année jubilaire ignatienne 2021-2022.
En avril 2022, la paroisse Christ-Roi a eu l’honneur d’accueillir la messe d’ouverture des activités du centenaire du diocèse d’Isangi, présidée par Dieudonné Madrapile. Cette célébration a rassemblé de nombreux fidèles et autorités locales, renforçant les liens entre les différentes communautés religieuses de la région.

## Activités pastorales
La paroisse Christ-Roi de Mangobo à Kisangani propose diverses activités pastorales pour accompagner ses fidèles dans leur cheminement spirituel et communautaire. Parmi ces activités :
- Célébrations liturgiques
- Formations et retraites spirituelles
- Encadrement des jeunes
- Communautés et mouvements : La paroisse abrite diverses communautés, telles que la communauté initiatique “Bilinge ya Mwinda”, qui a clôturé son année initiatique en juillet 2021[4].

## Engagement communautaire
La paroisse Christ-Roi sert la communauté de Mangobo, en offrant des services religieux, éducatifs et sociaux, et demeurant un centre de foi et de solidarité pour ses membres.

## Engagement sociale
La paroisse Christ-Roi de Mangobo à Kisangani est activement engagée dans le développement social et l’autonomisation de sa communauté. Elle met en œuvre diverses initiatives pour soutenir les jeunes et promouvoir l’entrepreneuriat social.
De plus, la paroisse organise régulièrement des événements pour les jeunes, tels que la Journée Diocésaine de la Jeunesse. Par exemple, en novembre 2022, une telle journée s’est tenue sous le thème “Jeune, lève-toi, libère ta générosité et deviens Église-Famille”. Ces rencontres visent à renforcer la cohésion entre les jeunes et à les encourager à s’engager activement dans la vie de l’Église et de la société.

## Rayonnement
La Paroisse Christ-Roi de Mangobo joue un rôle important dans la vie spirituelle et communautaire de Kisangani. Elle rayonne par ses activités religieuses, comme les messes et les célébrations importantes, notamment l’ouverture des activités du centenaire du diocèse d’Isangi. En plus de son rôle spirituel, elle contribue aussi au développement social local en soutenant des initiatives communautaires et éducatives.

## Adresse et contacts
La paroisse Christ-Roi est située dans la commune Mangobo à Kisangani, en République Démocratique du Congo.
Les messes dominicales sont célébrées à 7h et 9h